# رحلة عنابة
رحلة عنابة أو كما تترجم حرفياً (تونديكمان رحالة الزمن)، مسلسل أنمي أخرجه كونيهيكو يوياما و اكيرا سوغينو. و كتبه جونكي تاكيجاميوأنتج من قبل ماساو تاكياما رئيس شبكة أنيماكس.

## نبذة عن الأنمي
عرض الانمي لأول مرة بتلفزيون فوجي في اليابان في الفترة بين 19 أكتوبر/تشرين الأول 1989 و 26 أغسطس/آب 1990. ويتكون من تسعة وثلاثون حلقة . "تايم كويست"، كما هو معروف خارج اليابان، دبلج إلى عدد من اللغات منها العربية، الأندونيسية والفليبينية.

## القصة
يبدأ المسلسل عندما يقوم هايتو الفتى الشغوف بكرة القدم، وصديقته يومي، الموسيقية الواعدة، بزيارة إلى مختبر الدّكتور ليونارد. حيث يقومان هناك بتفعيل تونديكمان (آلة الزمن) عن طريق الخطأ، وهي عبارة عن غلاية ماء ناطقة ظريفة الشكل نقلتهم قروناً إلى الماضي في إحدى المدن العربية وتحديداً في بغداد، هناك يجد هايتو ويومي نفسهما قد إنفصلا عن آلة الزمن . يقابلون في بغداد علاء الدين، الأمير داندارن والأميرة شالالا وعبد الله المخادع والمستعد دائما لاختطاف الأميرة الحسناء شالالا لكي يتمكن سيده من الزواج بها
يتنقل ابطالنا إلى العديد من الأماكن والازمنة المختلفة ويقابلون العديد من الشخصيات والرموز التاريخية حيث يطاردون عبد الله الذي يحاول دائماً الهرب عبر الزمان لاختطاف الأميرة بسرقة على آلة الزمن.
هايتو ويومي عالقان في الماضي حتى يتمكنان من إسترجاع تونديكمان من أيدي عبد الله.

## الشخصيات

### الشخصيات الرئيسية
| الاسم في النسخة اليابانية        | الاسم في النسخة العربية | |
| -------------------------------- | ----------------------- | --- |
| هايتو(はやと)                    | ماجد                    | بطل المسلسل فتى نشيط سريع الغضب يدرس في المرحلة الإعدادية, يهوى كرة القدم وهو بارع في تسديد الركلات، عن طريق الصدفة ينتقل مع صديقته إلى بغداد حيث يعيشان في قصر الأمير داندران حتى يتمكنان من استعادة آلة الزمن والعودة إلى حيث ينتميان.                          |
| يومي(ゆみ)                       | رنا                     | صديقة هايتو(ماجد) وهي في نفس عمرة، تجيد عزف الغيتار الكهربائي وهي فتاة جادة ومثقفة تميل للإستنتاج الأمور، تحمل معها كتاب تجد فيه كل ماتريد من معلومات مما يسهل على اصدقائنا فهم ما يدور حولهم.                                                                    |
| تونديكمان (トンデケマン)         | الة الزمن               | هي الآلة التي اخترعها الدكوتر ليونارد ليتمكن من خلالها بالسفر عبر الزمن، لايمكن تصنيف آلة الزمن كشريرة أو طيبة (وقد تميل للجانب الخيير اكثر) فهي تنفذ اوامر من يحملها فقط وليس من تفضله أو من اخترعها.                                                            |
| شالالا(シャララ)                 | عنابة                   | وهي آميرة في غاية الجمال ولكنها غبية للغاية، تحمل العديد من الخصال الحميدة وهي خطيبة الأمير داندران (شهدان), يلاحقها عبد الله (وردان) دائماً ليتمكن من تزويجها لسيده، لكنها غالباً لاتدرك خطورة المواقف التي تتعرض لها أثناء سفرها عبر الزمن فكل ما تريده هو المرح. |
| داندران (ダンダーン)             | شهدان                   | أمير عربي يبدو شاباً وسيم وقوي يعشق الحسناء عنابة ويتطلع لليوم الذي سيتزوجها فيه، تبدو شخصيتة مزاجة نوعاً ما فقد يظهر بمظهر البطل الشجاع أو الشاب الخائف المذعور وذلك يعتمد على الظروف المحيطة به.                                                                  |
| عبد الله(アブドーラ)             | وردان                   | مشعوذ بغيظ يحاول دائم الإستحواذ على الحسناء عنابة وآلة الزمن لإرضاء سيده، يمتلك العديد من الخداع والحيل السحرية للنيل من من اصدقائنا، وقد يتعاون معهم نادراً, شخصيه أنانية، مخادعة وظريفة.                                                                         |
| علاءالدين(アラジン)              | علاءالدين               | فتى لايتجاوز عمرة العاشرة ولكنه سارق محترف كان يعيش في منزل رث في أحد الأحياء الفقيرة ببغداد حتى قابل ماجد ورنا فنتقل بعد ذلك للعيش معهما في قصر شهدان. |
| الدكتور ليوناردو(レオナルド博士) | الدكتور لبيب            | مخترع آلة الزمن وهو شخصية مرحة تخفي وراءها سراً يكشف في نهاية المسلسل، بعد أن إنفصلا عنه ماجد ورنا استطاع أن يتواصل معها عبر الزمن عن طريق جهاز اخترعة. |

### الشخصيات الثانوية
- اوراتورو (برهان)

حاكم مملكة هورايزون، يطمح للزواج من الحسناء شالالا (عنابة), وذلك عن طريق تابعة المخلص عبد الله (وردان)
- جني المصباح

يمتلك هذه الجني قوة خارقة لكنه غالباً لايجيد استخدامها فكل مايفعله هو الضحك الهيستيري مما يجعلة إضافة طريفة للأنمي، بالإضافة لعشقه آكل ذيول السحالي المشوية، هو مملوك لـ عبد الله (وردان) الذي سرعانما يخيب ضنه منه
- بروديغا

هو التنين اخذه علاء الدين من العصور الوسطى واحظره معه إلى بغداد، شديد التعلق بـ علاء الدين ويعتبره مثل امه، وبالرغم من صغره عمره لاكنه يستطيع نفث النيران كان ظهوره الأول في نهاية الحلقة الثامنة

## طريقة عمل تونديمكان (آلة الزمن)
| 1 | يتم تحديد المكان والزمن المراد الذهاب إليه من خلال تحريك العجلتين الموجودتين في جانبي الألة حيث أن اليمنى تشير إلى الزمان واليسرى إلى المكان |
| 2 | يتم ضغط الزر الموجود فوق آلة الزمن لتنشيط العملية                                                                                            |
| 3 | تتوهج آلة الزمن بالون الأحمر |
| 4 | تفرغ طاقته في الهواء فينشئ من هذا النفريغ فتحة تسحب كل من يقترب منها إلى الوجهة المراد الذهاب إليها                                          |

## أهم المناطق في المسلسل
قصر الحسناء عنابة
هو المكان الذي تقيم فيه الحسناء عنابة والأمير شهدان وهي قلعة منيعة وفاخرة مبنية على اسلوب العمارة الإسلامية القديمة حيث القبب والمنارات وتقع في مدينة بغداد بالعراق (لم يشر إلى اسم بغداد في النسخة العربية، حيث وضحوا بأنها إحدى المدن العربية فقط)
مملكة هورايزن
حيث يقيم عبد الله (وردان) وتحديداً في قصر سيده برهان
مختبر الدكتور لبيب
هو المختبر الذي يقدم في الدكتور ليوناردو( لبيب) اختراعاته ويبدوا شكلة في البداية كساحة خردة، وهو المكان الذي اعتاد هايتو (ماجد)و يومي (رنا) الذهاب إليه بعد المدرسة ويقع في إحدى المدن اليابانية

## روابط خارجية
- رحلة عنابة على موقع IMDb (الإنجليزية)
- رحلة عنابة على موقع كينوبويسك (الروسية)
- رحلة عنابة على موقع قاعدة بيانات الفيلم (الإنجليزية)
- رحلة عنابة على موقع ANN anime (الإنجليزية)